# Pinus engelmannii
Pinus engelmannii är en tallväxtart som beskrevs av Élie Abel Carrière. Pinus engelmannii ingår i släktet tallar, och familjen tallväxter. IUCN kategoriserar arten globalt som livskraftig. Inga underarter finns listade i Catalogue of Life.

## Bildgalleri

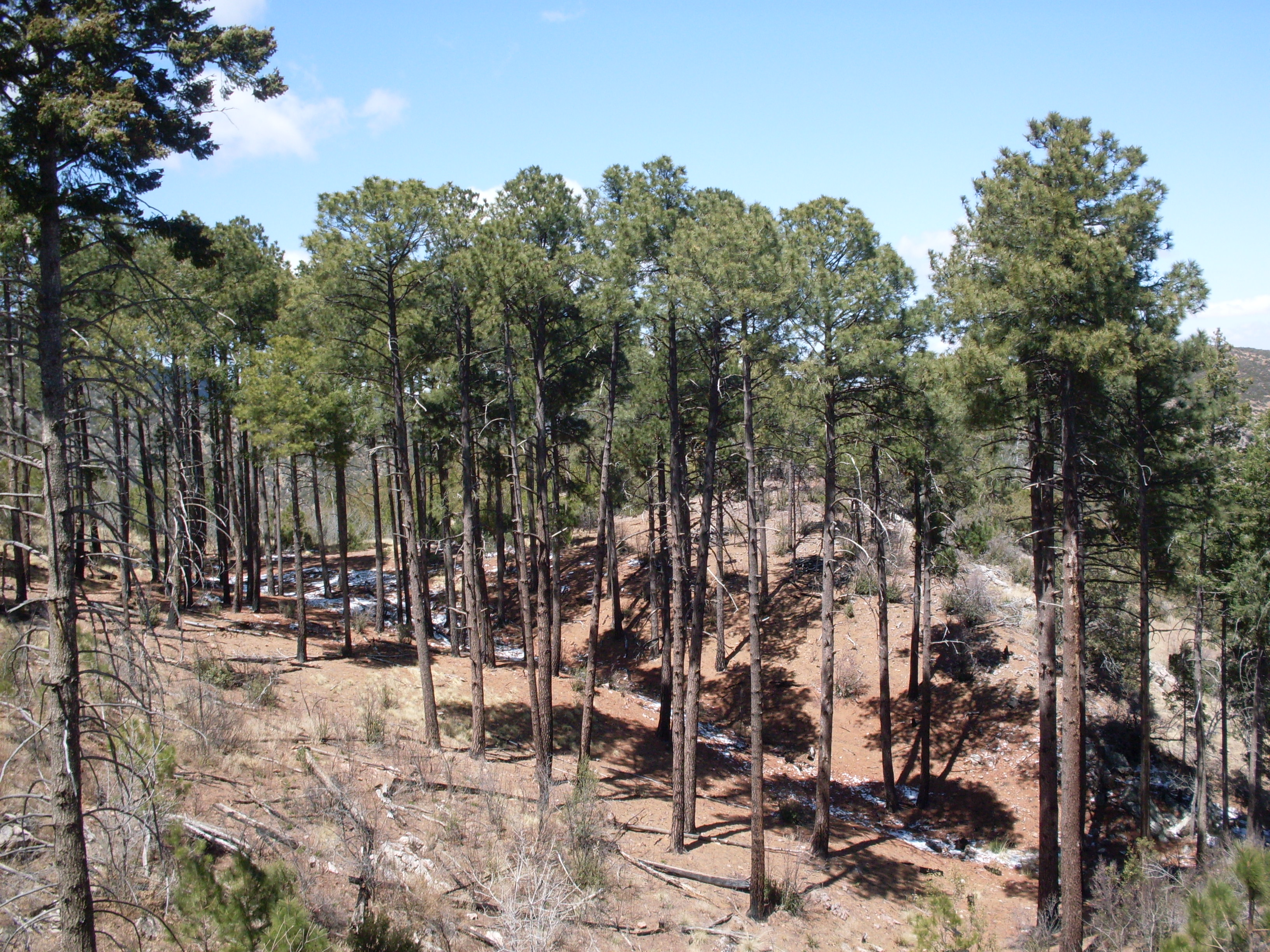
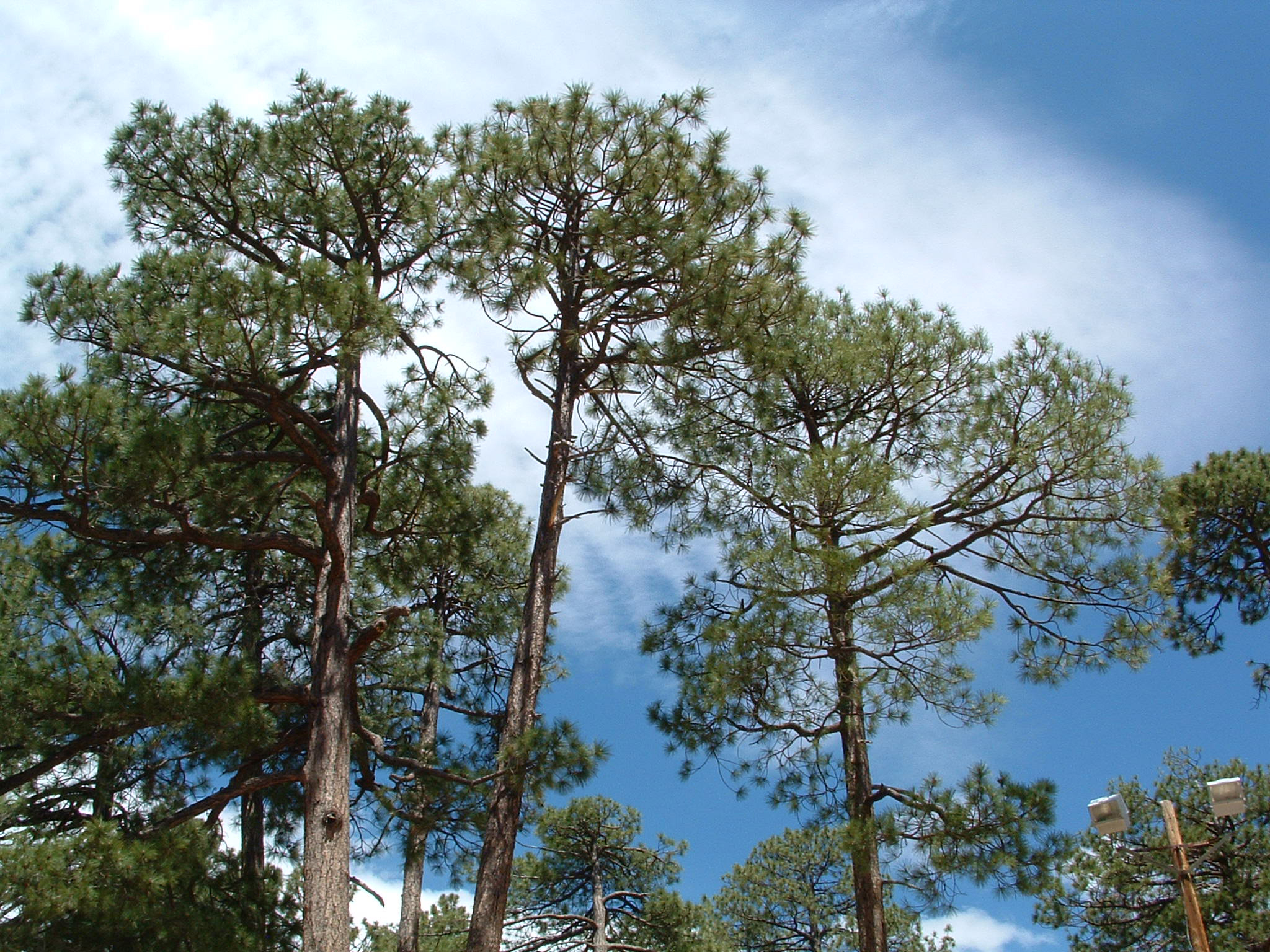
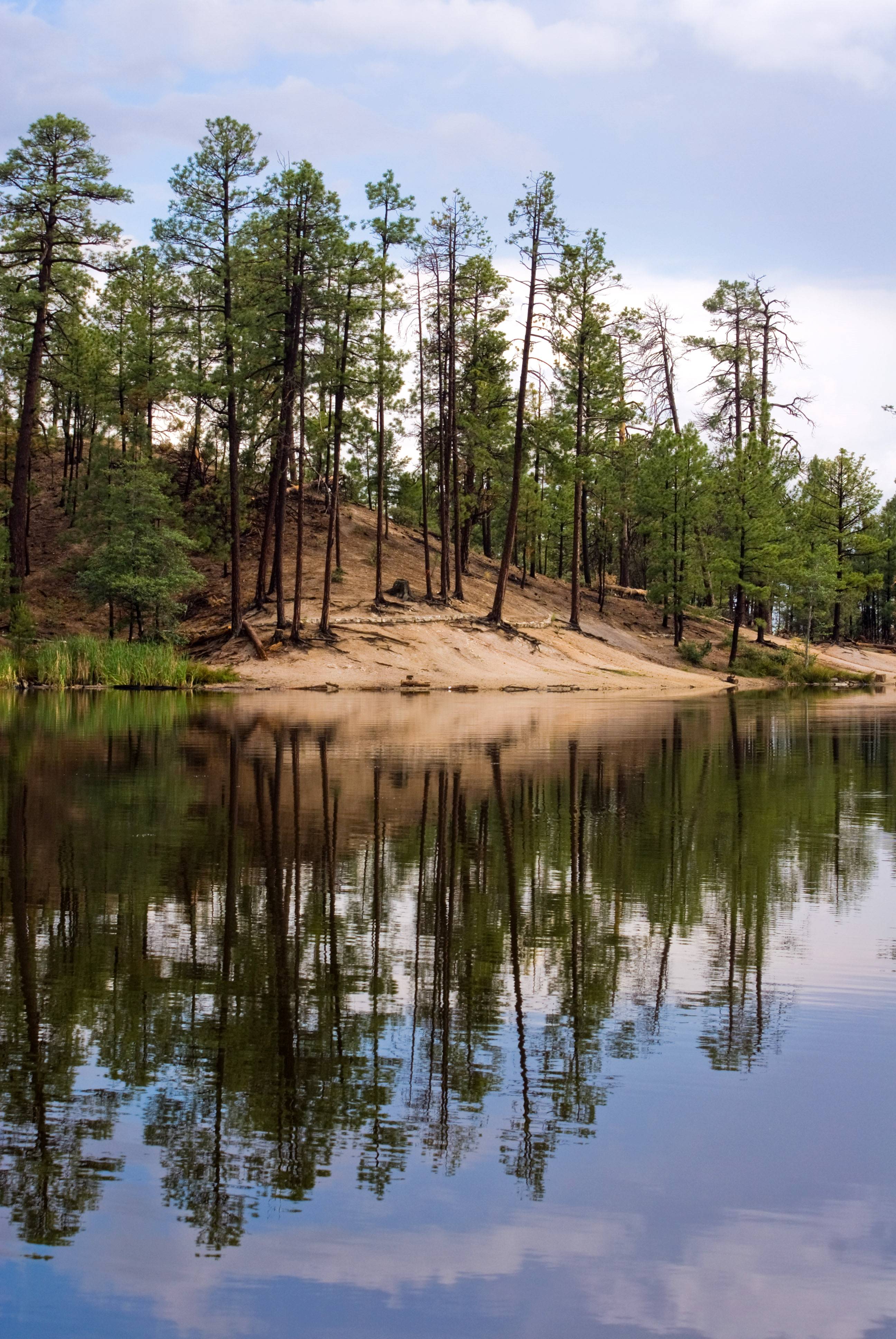
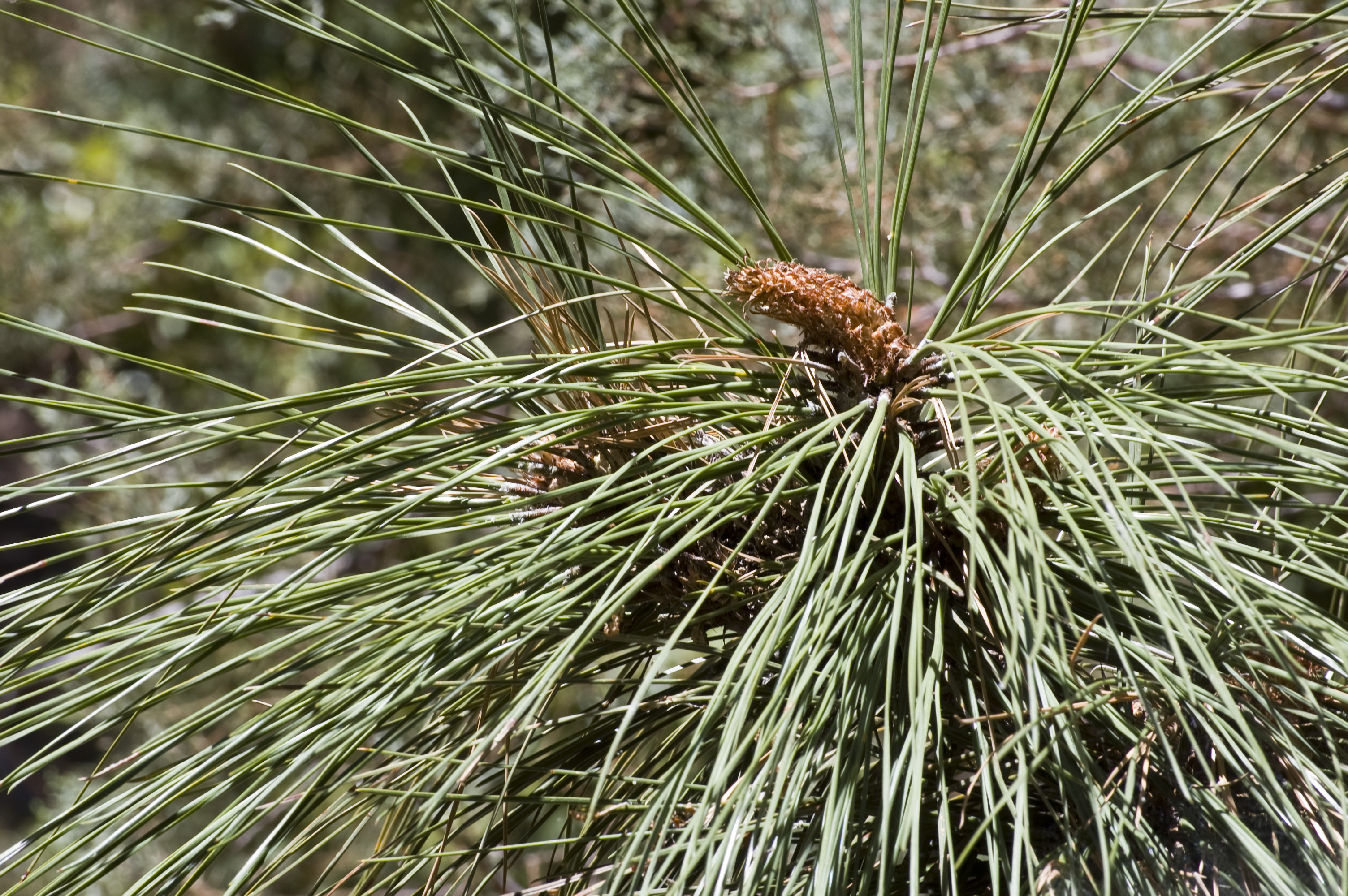
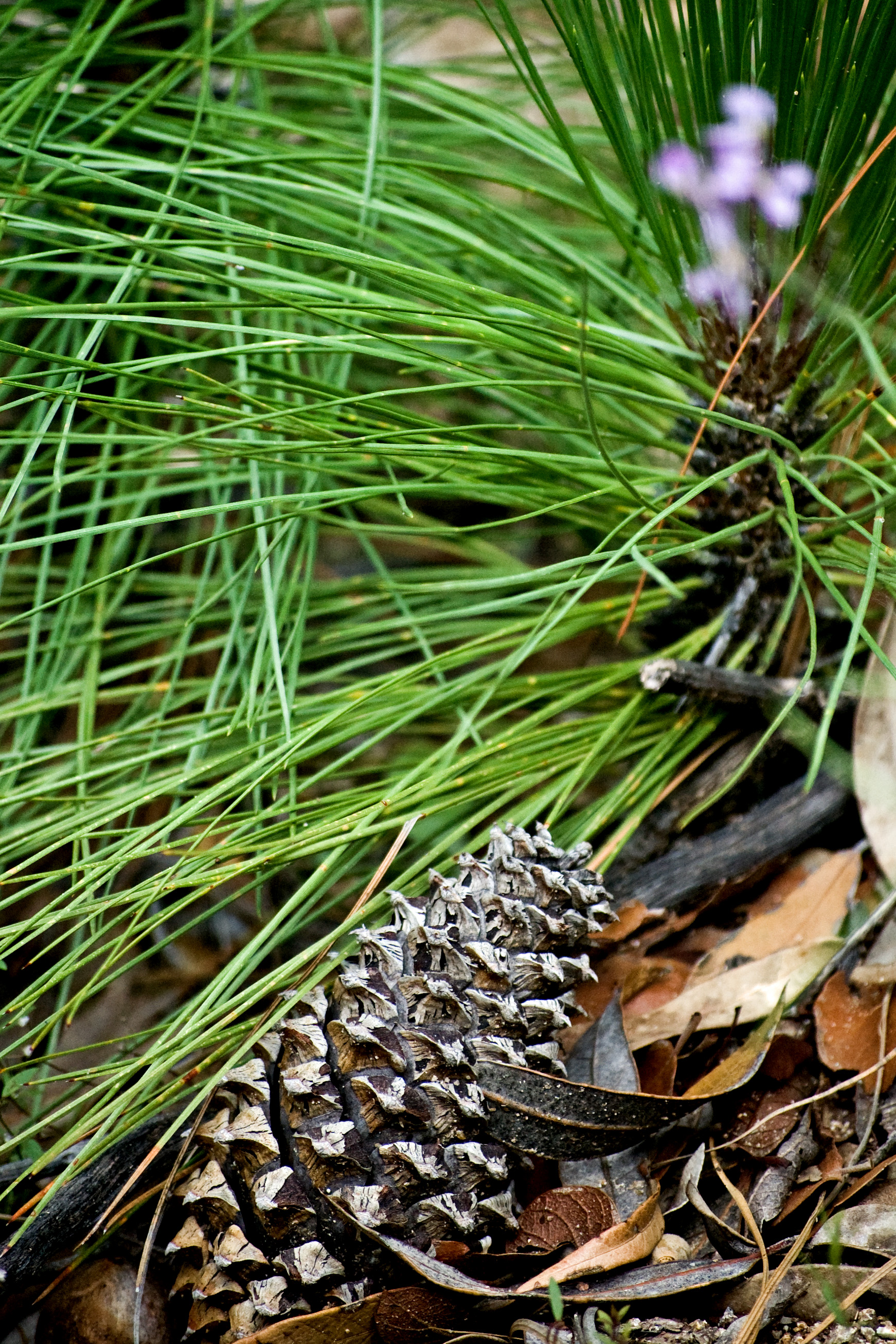
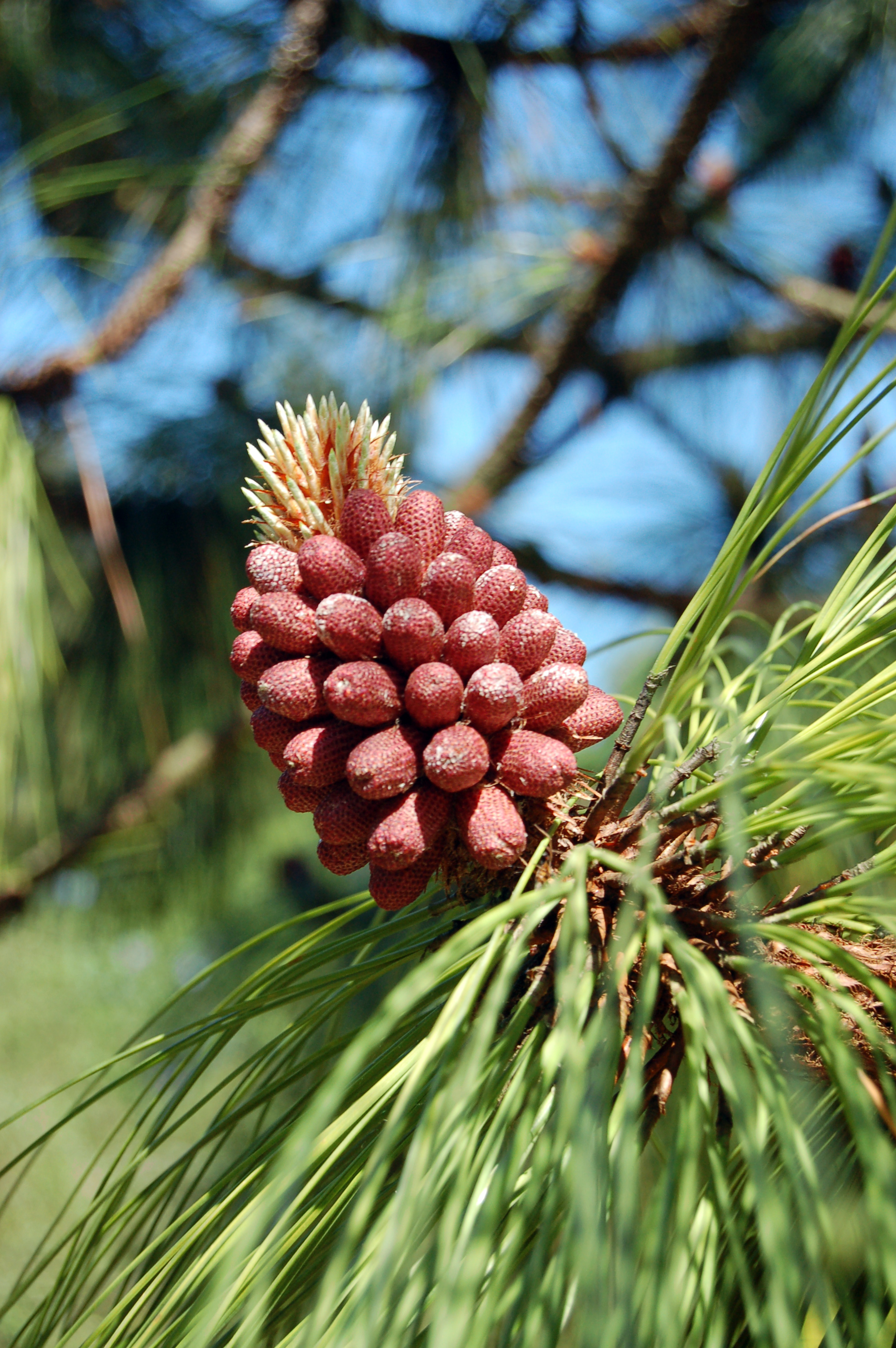